# Redwood Valley

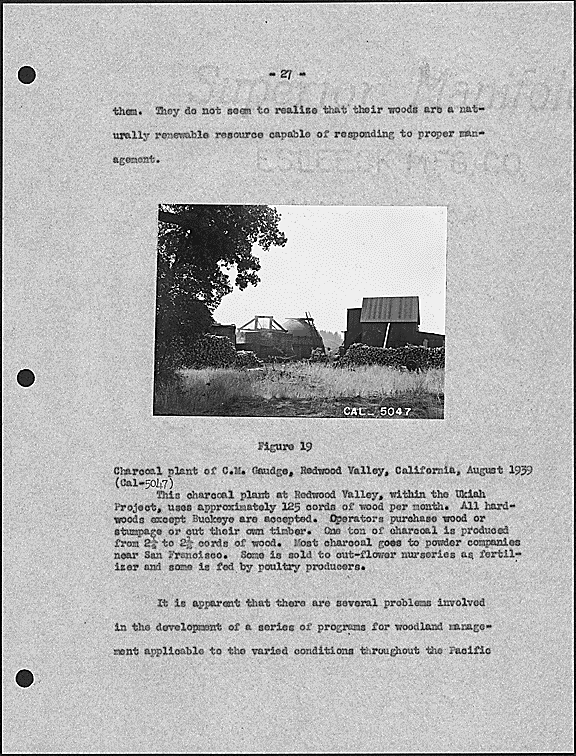
Raport specjalny na temat osiągnięć leśnych w gospodarstwie rolnym w regionie dziesiątym Redwood Valley

Redwood Valley – jednostka osadnicza w Stanach Zjednoczonych, w stanie Kalifornia, w hrabstwie Mendocino.